# توم برينان (لاعب كرة سلة مواليد 1930)
توم برينان (بالإنجليزية: Tom Brennan)‏ مواليد 06 أغسطس 1930 - الوفاة 11 فبراير 1990، كان لاعب كرة سلة أمريكي. بدأ مسيرته الاحترافية في سنة 1954. تم اختياره من قبل فريق غولدن ستايت ووريورز خلال الدرافت. حمل الرقم 14. بلغ طوله 6 قدم 3 بوصة (1.9 م). اعتزل اللعب في 1955.

## روابط خارجية
- توم برينان على موقع إن بي أي (الإنجليزية)
- توم برينان على موقع سبورتس رفرنس (الإنجليزية)
- توم برينان على موقع كلية كرة السلة في سبورتس رفرنس.كوم (الإنجليزية)
- توم برينان على موقع ريلجم (الإنجليزية)
- توم برينان على موقع بروبوليرز (الإنجليزية)